# Esther Benítez
Esther Benítez Eiroa (Ferrol, La Coruña, 1937 - Madrid, 12 de mayo de 2001) fue una traductora española.
Tradujo a numerosos autores italianos y franceses, como Italo Calvino, Cesare Pavese, Alessandro Manzoni, Alexandre Dumas, Émile Zola, Jules Verne, Guy de Maupassant y Albert Camus. Tradujo también los libros de la serie El pequeño Nicolás de Jean-Jacques Sempé y René Goscinny. 
En 1978 fue galardonada con el Premio Fray Luis de León por su traducción de Nuestros antepasados, de Calvino, y en 1992 recibió el Premio Nacional a la Obra de un Traductor. Benítez fue también un miembro activo y combativo tanto de la Asociación Colegial de Escritores de España como de su sección de traductores, ACE Traductores.
En 2006 ACE Traductores creó el Premio de Traducción Esther Benítez, destinado a distinguir la mejor traducción al castellano, catalán, euskera o gallego de una obra literaria de cualquier género escrita originalmente en cualquier lengua y publicada por primera vez durante el año anterior.